# Ihor Charatin
Ihor Ihorovyč Charatin (in ucraino Ігор Ігорович Харатін?; Mukačevo, 2 febbraio 1995) è un calciatore ucraino, centrocampista del Veres Rivne.

## Palmarès

### Club

#### Competizioni nazionali
- Campionato ucraino: 1

Dinamo Kiev: 2014-2015
- Coppa d'Ucraina: 1

Dinamo Kiev: 2014-2015
- Campionato ungherese: 3

Ferencváros: 2018-2019, 2019-2020, 2020-2021
- Coppa di Polonia: 1

Legia Varsavia: 2022-2023